# Varenne-l'Arconce
Varenne-l'Arconce är en kommun i departementet Saône-et-Loire i regionen Bourgogne-Franche-Comté i östra Frankrike. Kommunen ligger i kantonen Semur-en-Brionnais som tillhör arrondissementet Charolles. År 2022 hade Varenne-l'Arconce 111 invånare.

## Befolkningsutveckling
Antalet invånare i kommunen Varenne-l'Arconce
| Referens: INSEE |